# 何塞·班托尔拉
何塞·班托尔拉（西班牙語：José Vantolrá，1943年3月30日—），墨西哥男子足球运动员，司职后卫。他曾代表墨西哥国家队参加1970年国际足联世界杯，结果队伍止步八强赛。